# Haraszti Sándor (lelkipásztor)
Haraszti Sándor (Soltvadkert, 1920. március 2. – Atlanta, 1998. január 16.) magyar baptista lelkipásztor, nyelvész, sebészorvos, költő. Amerikában az Alexander S. Haraszti nevet használta.

## Fiatalkora és tanulmányai
Ritter Sándor néven született 1920. március 2-án Soltvadkerten. Gyerekkorát a szomszédos Bócsán töltötte 11 testvérével. Elemi iskoláit Bócsán majd Soltvadkerten végezte. 9 éves korára már eldöntötte, hogy orvos és misszionárius akar majd lenni Afrikában. 1937-ben Mészáros Sándor soltvadkerti lelkipásztor merítette be. 1938-ban kitüntetéssel érettségizett a kiskunhalasi Szilády Áron Református Gimnáziumban. 1938-1943 között a Budapesti Baptista Teológián lelkészi diplomátt szerzett. 
1943-ban házasságot kötött Bán Rozáliával, Bán Gábor baptista lelkipásztor lányával.
1944 április 23-án lelkésszé avatták a Budapest, Váci úti baptista gyülekezetben. 1944 őszén a német nevű embereket egyre inkább üldözni kezdték, ezért saját és néhány családtagjának nevét Haraszti-ra változtatta. 1944 júliusában nyelvészetből doktorált a Pázmány Péter Katolikus Egyetemen. Éveken át tanított a Baptista Teológiai Akadémián, amelynek igazgatóhelyettese is volt. Később az újpesti, majd a Budapest, Wesselényi utcai gyülekezet lelkipásztora lett.
1943-ben megkezdte orvosi tanulmányait és 1951. december 30-án jeles eredménnyel az orvostudományok doktorává avatták.

## Az Egyesült Államokban
1956 novemberben saját döntése alapján legális úton távozott Magyarországról feleségével és 5 gyermekével, hogy orvos-misszionárius lehessen. Bécs érintésével St. Louis-ban telepedett le.
Belgyógyász feleségével azonnal megkezdték orvosi diplomájuk honosíttatását és továbbképzésüket, hogy felkészüljenek az orvos-misszionárius munkára. Haraszti Sándor Atlantában 1994-ig praktizált, mint általános sebész.
1958 március 14-én Albert Schweitzer néhány levélváltás után meghívta Lambaréné-ben lévő kórházába, de anyagi okok miatt a meghívást vissza kellett mondania.
1971-től Tanzániában, Ghánában, a Gázai övezetben, Argentínában és Brazíliában is dolgozott önkéntes orvos-misszionáriusként.

## A Billy Graham Evangelizációs Társaság munkatársaként
A 70-es évek elejétől 20 éven át dolgozott Billy Graham kelet-európai nagyköveteként, hogy az evangélium a kommunista országokba is eljusson. Ebben a pozícióban bölcsen fel tudta használni műveltségét, diplomáciai érzékét, történelmi és vallási rálátását, hogy rést nyisson a vasfüggönyön. Hitte, hogy ezzel elő fogja segíteni a kommunizmus bukását is. 1972 novemberében a Billy Graham társaság megbízásából érkezett Magyarországra, és innentől 5 éven át dolgozott önköltségén azon, hogy Billy Graham első alkalommal látogathasson egy kommunista országba. A tárgyalások során Miklós Imre államtitkár feltételül szabta, hogy a magyarországi egyházak ne állami parancsra, hanem önként álljanak Billy Graham látogatása mellé. Ezt sikerült elérnie, így Billy Graham 1977 szeptemberében Magyarországra látogatott, és több ezer ember előtt prédikált a Baptista Egyház táborában Tahitótfaluban, Haraszti Sándor tolmácsolásával.
Graham látogatása megismétlődött 1981-ben, amikor a Debreceni Református Hittudományi Egyetem tiszteletbeli doktorává avatták, 1985-ben, amikor a Budapest Sportcsarnokban beszélt, majd 1989-ben is, amikor 110 000 ember gyűlt össze a meghallgatására a Népstadionban, ismét Haraszti Sándor tolmácsolásával.
Haraszti Sándor előkészítő és szervező munkája nyomán Billy Graham 1978-ban Lengyelországba, 1982-ben Kelet-Németországba és Csehszlovákiába, 1985-ben Romániába, 1982-ben, 1984-ben és 1988-ban pedig a Szovjetunióba látogathatott el. Ezek a látogatások mind elősegítették az egyes országok és az Egyesült Államok közötti kapcsolat helyreállítását.
Elkötelezett volt a különböző keresztény egyházak közötti egység megteremtése mellett. Ennek volt történelmi jelentőségű kifejeződése, mikor létrehozta Billy Graham és II. János Pál pápa találkozóját 1981. január 12-én.
Éveken át töltötte be az American Hungarian Baptist Union (Amerikai Magyar Baptista Szövetség) elnöki tisztét, melynek halálakor tiszteletbeli elnökévé választották. 1972 és 1989 között megvalósította az úgynevezett lelkipásztorcsere-programot amely a lelkipásztorok hivatalos, munkavállalási engedéllyel történő munkába állására teremtett lehetőséget. Évtizedeken át szorosan együttműködött a Magyarok Világszövetségében,melynek haláláig tagja volt,és részt vett az Anyanyelvi Konferenciák szervezésében, melyeken maga is számtalan előadást tartott. Az Amerikai Magyarok Szövetségének egyik vezető személyisége.
Közreműködésével 1978 június 14-én Magyarországra érkezett id. Martin Luther King baptista lelkipásztor, a Magyarországi Szabadegyházak Tanácsának meghívására.
1994-től feleségével együtt visszavonult az orvosi munkától és idejét emlékei megírásának szentelte.
A magyarságért tett áldozatos munkájáért hazánk 1100 éves jubileuma alkalmából 1997 március 28-án munkássága elismeréseként megkapta a Magyar Köztársasági Arany Érdemkeresztjét.

## Főbb művei
- Hitpróbák házasságban és házasságon kívül; Magyar Baptista Irodalmi Kiadó, Zürich, 1965
- Nem voltam engedetlen. Tanulmányok, prédikációk; sajtó alá rend. Gerzsenyi László; Sunshine Publishing House, Szigetszentmiklós, 1997
- Fehér hóvirág. Az útkészítő; s.n., s.l., 2020

## Kitüntetései
- Magyar Köztársasági Arany Érdemkereszt (1997)